# Kepa Junkera
 (juin 2025).

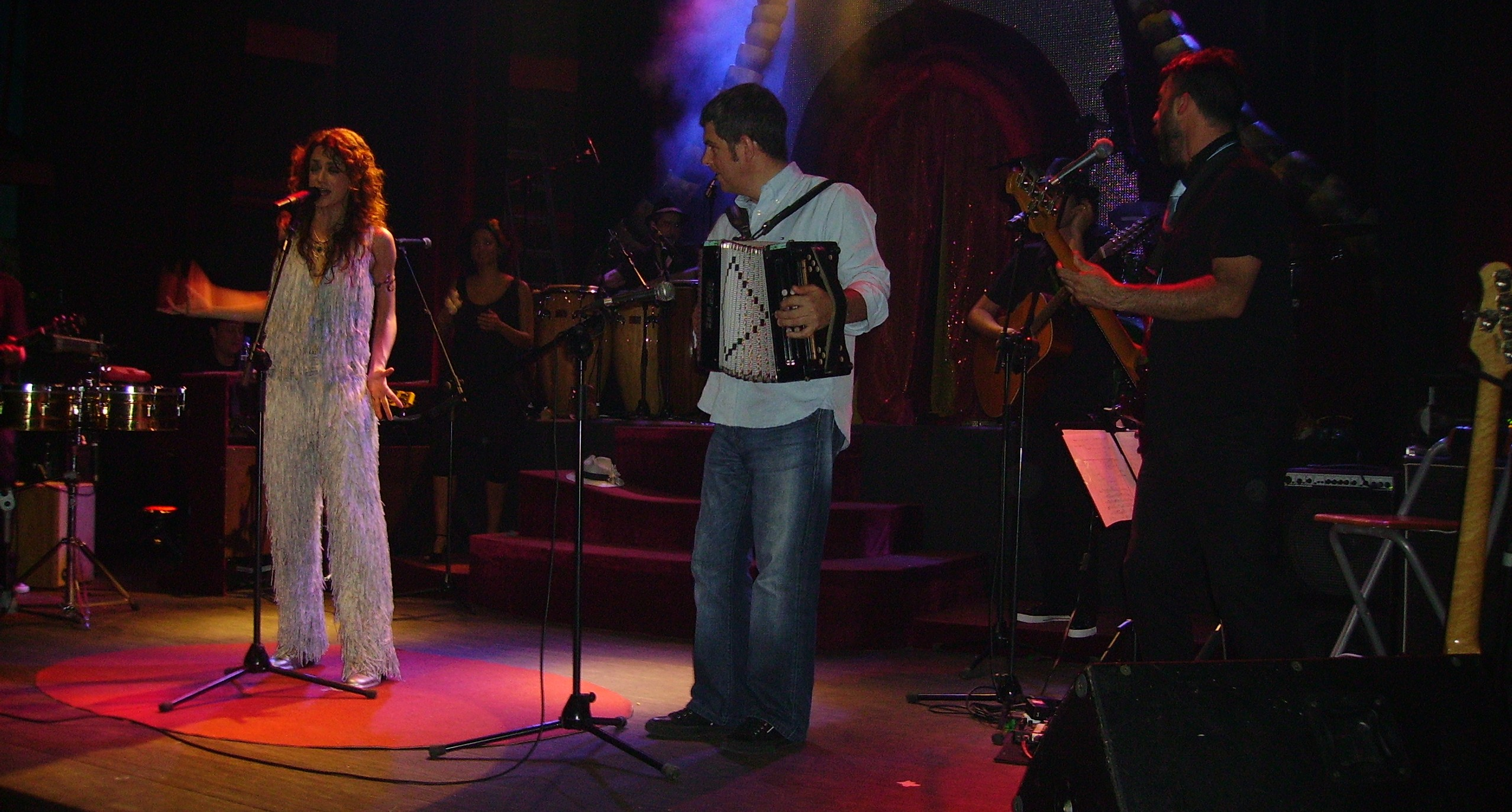
Kepa Junkera

Kepa Junkera (né en 1965 à Bilbao) est un accordéoniste diatonique espagnol d'origine basque. Sa musique est aujourd'hui une fusion de genres et de terroirs musicaux.

## Origines
La musique de Kepa Junkera est issue des rythmes traditionnels basques (arin-arin, fandango, jota…), mais s'est progressivement étendue pour atteindre des horizons plus proches du jazz.
En 2004,  il a reçu le prix Latin Grammy Award pour l'album K.

## Collaborations
Artiste international, Kepa Junkera a produit des œuvres en collaboration avec María del Mar Bonet, Justin Vali, Hedningarna, la Bottine souriante, Phil Cunningham, Liam O´Flynn, Oskorri, Béla Fleck, les Voix bulgares, Caetano Veloso, Tontxu, Andreas Wollenwaider, Hevia, Dulce Pontes, Oreka TX, Pat Metheny, Chieftains…Josep Maria Ribelles.

## Discographie
- Infernuko Hauspoa - Kepa, Zabaleta eta Motriku - (1986)
- Triki Up - Kepa, Zabaleta eta Imanol - (1990)
- Trikitixa Zoom (1991)
- Trans-Europe Diatonique - Kepa Junkera, John Kirkpatrick y Riccardo Tesi - (1993)
- Kalejira Al-buk (1994)
- Lau Eskutara - Julio Pereira & Kepa Junkera - (1995)
- Leonen Orroak - Kepa Junkera eta Ibon Koteron - (1996)
- Bilbao 00:00h (1998)
- Tricky! (2000)
- Maren (2001)
- K (2003)
- Athletic Bihotzez (2004)
- Hiri (2006)
- Etxea (2008)
- Provença Sessions (2009), avec le quatuor de mandoline Melonious Quartet
- Kalea (2009)
- Habana Sessions (2010)
- Beti Bizi (2010)
- Herria (2010)
- Ipar Haizea Kepa Junkera avec Orquesta Sinfónica de Euskadi (2011)
- Galiza (2013)